# Rita Renoir
Rita Renoir (Parigi, 16 gennaio 1934 – Parigi, 4 maggio 2016) è stata una showgirl, attrice e coreografa francese, vedette, negli anni cinquanta e sessanta, del Crazy Horse Saloon.

## Carriera
Nata Monique Bride-Etivant, fu soprannominata negli anni cinquanta la "tragédienne du strip-tease: divenne in seguito attrice di teatro interpretando testi di René de Obaldia, Euripide, Michelangelo Antonioni e Pierre Bourgeade.
Nel 1968 lavorò come coreografa nel film di Georges Lautner La fredda alba del commissario Joss.
È morta il 4 maggio 2016, ed è stata sepolta il 25 maggio successivo al cimetière Caucade di Nizza.

## Filmografia
- Le compagne della notte (Les compagnes de la nuit), regia di Ralph Habib (1953)
- Le Sicilien, regia di Pierre Chevalier (1958)
- Commandant X – serie TV (1962)
- Il mondo di notte n° 3, regia di Gianni Proia (1963)
- Confetti al pepe (Dragées au poivre), regia di Jacques Baratier (1963)
- Ni figue ni raisin –serie TV (1964)
- Deserto rosso, regia di Michelangelo Antonioni (1964)
- Chappaqua, regia di Conrad Rooks (1966)
- Fantomas contro Scotland Yard (Fantômas contre Scotland Yard), regia di André Hunebelle (1967)
- New York Parigi per una condanna a morte (Cannabis), regia di Pierre Koralnik (1970)
- Le Futur aux trousses, regia di Dolores Grassian (1975)
- Sois belle et tais-toi, regia di Delphine Seyrig (1981)
- L'Ange, regia di Patrick Bokanowski (1982)
- Lire c'est vivre: Élie Faure, Vélasquez et les Ménines, regia di Philippe Bordier – film TV (1984)

## Teatro
- Du vent dans les branches de sassafras di René de Obaldia, regia di René Dupuy (1965) – ruolo: Miriam, soprannominata "Petite-Coup-Sûr", prostituta[6]
- Le Désir attrapé par la queue di Pablo Picasso. Festival delle libera espressione, Saint-Tropez (1967) – ruolo in alternato con Bernadette Lafont
- Et moi qui dirai tout e Le Diable, opere ideate e realizzate da Rita Renoir e Jean-Pierre Georges. Théâtre de Plaisance, Parigi[7] (1973)